# Коломиец, Евгений Валентинович
Евгений Валентинович Коломиец (род. 5 июня 1986, Сосновое, Донецкая область) — российский борец вольного стиля, бронзовый призёр чемпионатов России, победитель и призёр всероссийских и международных турниров, призёр Кубка европейских наций в командном зачёте, мастер спорта России международного класса. Живёт в городе Раменское. Выступает в тяжёлой весовой категории (до 96 кг). Тренируется под руководством А. А. Сафронова. Член сборной команды России по борьбе с 2011 года.

## Спортивные результаты
- Турнир Дейва Шульца 2006 года — ;
- Чемпионат России по вольной борьбе 2007 года — ;
- Турнир Шамиля Умаханова 2008 года — ;
- Турнир Дейва Шульца 2009 года — ;
- Кубок Тахти 2011 года — ;
- Кубок президента Бурятии 2012 года — ;
- Мемориал Дмитрия Коркина 2012 года — ;
- Ясар Догу 2013 года — ;
- Украинский международный турнир 2013 года — ;
- Чемпионат России по вольной борьбе 2016 года — ;